# Sýpka v Liticích
Sýpka (špýchar) stojí v katastrálním území Litice u Plzně v ulici Klatovská čp. 306 u usedlosti čp. 56 v okrese Plzeň-město. Špýchar s dvojitým krovem byl v roce 2001 Ministerstvem kultury České republiky prohlášena kulturní památkou.

## Historie
Barokní špýchar je písemně doložen v roce 1771, ale není vyloučeno, že mohl být založen v době po třicetileté válce. V roce 1998 byla vichřicí poničena střecha objektu a následně vnější krov byl pokryt pálenou krytinou. V roce 2001 byl špýchar prohlášen za nemovitou kulturní památku.

## Popis
Špýchar s dvojitým krovem je postaven v usedlosti čp. 56 v čele dvora na jeho východní straně štítově orientován ke komunikaci Plzeň–Klatovy. Patrový kamenný objekt postavený na obdélném půdorysu je částečně zahlouben do severního svahu. Přízemní část byla zpřístupněna ze dvora druhotně prolomeným vstupem v severní stěně. Snížením terénu (odkopáním stavby) byl objeven prvotní vstup se schodištěm na západní straně. Sklep (první nadzemní patro) má valenou klenbu a je osvětlen jedním štěrbinovým oknem. Patro (druhé nadzemní podlaží) bylo ze severu přístupné zděným peronem se schodištěm (pravděpodobně dřevěným), který byl ubourán. Vstup je obdélný s kamenným ostěním a svlakovými dveřmi pobitými železnými pláty z lícové strany, které jsou přepásány páskovým železem. V patře je trámový strop. Vnitřní krov je hambalkový typu ležaté stolice. Krokvice jsou z lícové strany bedněny fošnami a půlválky ze štípaných kmenů. Z vnější strany jsou opatřeny hliněným lepencem, který sloužil jako izolace a protipožární ochrana. Při opravě střechy v roce 1998 byla vrstva lepence doplněna. Vnější krov byl tvořen slabými krokvicemi z kulatiny opřenými o hřeben střechy a provázanými latěmi, které nesly pálenou krytinu. Při opravě střechy v roce 1998 byl položen nový vnější krov s pálenou krytinou. Ve střeše jsou vikýře s půlkruhovým záklenkem s edikulovaným rámováním, se sochařskou a štukatérskou výzdobou.

## Usedlost čp. 56
Obytný dům usedlosti je trojdílná roubená stavba postavena na půdorysu obdélníku s obytnou místností, vstupem s černou kuchyní a komorou. Střecha je posazena na přesahujících trámech. Štíty jsou svisle bedněné s malými větracími otvory. Okna a vstup mají dřevěné ostění. Nad vstupem je vikýř s pultovou stříškou. Dům není památkově chráněn.